# Нежданно-негаданно
«Нежда́нно-нега́данно» — советский художественный фильм по сценарию Эмиля Брагинского, снятый в 1982 году.

## Сюжет
Скромная сотрудница сберкассы получает в наследство квартиру и ценнейшую коллекцию произведений искусства. Нежданно свалившееся богатство так меняет течение жизни героини, что она уже не знает, радоваться ей или огорчаться. И только лишившись всего, молодая женщина понимает, что же ей нужно для счастья на самом деле…
Сотруднице одной из московских сберкасс Жанне Капустиной (Татьяна Догилева) случайно встреченная подруга Света, вернувшаяся с гастролей артистка, сообщает, что после смерти её родного дяди ей может достаться в наследство шикарная квартира в Куйбышеве с большой коллекцией старинных картин и антиквариата.
Она обращается за юридической поддержкой к нотариусу Илье Петровичу (Юрий Богатырёв) и упрашивает его помочь в получении наследства, однако тот отсылает её саму ехать разбираться с вопросом в Куйбышев.
В итоге наследство достаётся Капустиной.
Нотариусу Илье Петровичу его бывшая жена Наташа объявляет, что венчается с его другом Батуриным. Он в сердцах уходит из дому и от нечего делать отправляется к Жанне (которая хоть и приглашала его, но на другой день). Илья Петрович с крайним интересом осматривает коллекцию, мало обращая внимания при этом на саму Жанну. Далее, когда они ужинают, заявляется её бывший жених Алексей (Леонид Ярмольник), который сразу начинает претендовать на неё. Илья Петрович выпроваживает его и уезжает к себе.
К Жанне начинают «косяком идти женихи», в основном подпольные антиквары, которых более интересует не она, а её коллекция. Жанна чувствует себя обманутой и несчастной. Она звонит Илье Петровичу, и тот немедленно приезжает. Однако между ними происходит размолвка по поводу материальных ценностей.
Спустя время Жанну, в её отсутствие, обворовывают, вынеся всё из квартиры. Становится ясно, что всё, что ей надо — это бескорыстная любовь Ильи Петровича.

## В ролях
- Татьяна Догилева — Жанна Капустина, операционистка в сберкассе на Пионерских прудах в Москве
- Юрий Богатырёв — Илья Петрович, московский нотариус
- Галина Польских — Валентина Сергеевна, заведующая сберкассой на Пионерских прудах в Москве
- Александр Ширвиндт — антиквар, сосед Жанны
- Сергей Мартынов — Вадим, художник, спекулянт
- Олег Анофриев — «Унылый», сосед Жанны по лестничной клетке, заядлый библиофил
- Светлана Петросьянц — Света, артистка, подруга Жанны
- Татьяна Ташкова — Наташа, бывшая жена Ильи Петровича
- Евгений Шутов — управдом
- Игорь Ясулович — лже-профессор Краснопёров
- Татьяна Конюхова — соседка Жанны
- Леонид Ярмольник — Алексей, бывший жених Жанны
- Павел Винник — приёмщик-оценщик в комиссионном магазине
- Анатолий Скорякин — Батурин, друг Ильи Петровича
- Елена Антоненко — следователь
- Мария Виноградова — нотариус в Куйбышеве
- Ольга Токарева — сотрудница ЗАГСа в Куйбышеве
- Виктория Духина — нотариус, коллега Ильи Петровича
- Зинаида Воркуль — пожилая соседка нотариуса
- Елена Валаева — посетительница сберкассы
- Александр Кузмичёв — посетитель нотариальной конторы
- Ирина Дитц — посетительница нотариальной конторы
- Сергей Баталов — милиционер
- К. Горбунов — эпизод
- Александр Раковский — эпизод
- Владимир Мышкин — грузчик-грабитель (нет в титрах)
- Владимир Михайлов — эпизод (нет в титрах)

## Съёмочная группа
- Режиссёр-постановщик — Геннадий Мелконян
- Оператор-постановщик — Григорий Беленький
- Художник-постановщик — Иван Пластинкин
- Композитор — Георгий Гаранян
- Монтажёр: Нина Васильева